# (8534) Knutsson
(8534) Knutsson (1993 FJ10) – planetoida z pasa głównego asteroid okrążająca Słońce w ciągu 4,9 lat w średniej odległości 2,88 au. Odkryta 17 marca 1993 roku. Planetoida nazwana jest na cześć Gösty Knutssona, autora książek dla dzieci.